# Valentin Rajčev
Valentin Rajčev Rangelov (in bulgaro Валентин Райчев Рангелов?; Sofia, 20 settembre 1958) è un ex lottatore bulgaro, specializzato nella lotta libera.

## Palmarès

### Olimpiadi
- 1 medaglia:
  - 1 oro (Mosca 1980 nei 74 kg)

### Mondiali
- 1 medaglia:
  - 1 argento (Skopje 1981 nei 74 kg)

### Europei
- 1 medaglia:
  - 1 argento (Łódź 1981 nei 74 kg)